# George Gilmore
George Gilmore, né le 31 août 1969 à New Smyrna Beach, en Floride, est un joueur américain de basket-ball évoluant au poste de meneur, devenu entraîneur.